# 514 (numero)
Cinquecentoquattordici (514) è il numero naturale dopo il 513 e prima del 515.

## Proprietà matematiche
- È un numero pari.
- È un numero composto con 4 divisori: 1, 2, 257, 514. Poiché la somma dei suoi divisori (escluso il numero stesso) è 260 < 514, è un numero difettivo.
- È un numero semiprimo.
- È un numero omirpimes.
- È un numero triangolare centrato.
- È un numero palindromo nel sistema di numerazione posizionale a base 4 (20002) e nel sistema numerico esadecimale.
- È un numero colombiano nel sistema numerico decimale.
- È un numero nontotiente (per cui la equazione φ(x) = n non ha soluzione).
- È un numero congruente.
- È parte delle terne pitagoriche (64, 510, 514), (514, 66048, 66050).

## Altri ambiti
- 514 Armida è un asteroide della fascia principale.
- NGC 514 è una galassia spirale della costellazione dei Pesci.

## Astronautica
- Cosmos 514 è un satellite artificiale russo.